# MACS J0152.5-2852
MACS J0152.5-2852 è un massiccio ammasso di galassie situato in direzione della costellazione della Fornace alla distanza di 4,43 miliardi di anni luce dalla Terra.
È costituito da centinaia di galassie raccolte in gruppi ed immerse in giganteschi aloni di materia oscura come messo in evidenza dalle osservazioni del telescopio spaziale Chandra nello spettro dei raggi X.

## Galleria d'immagini

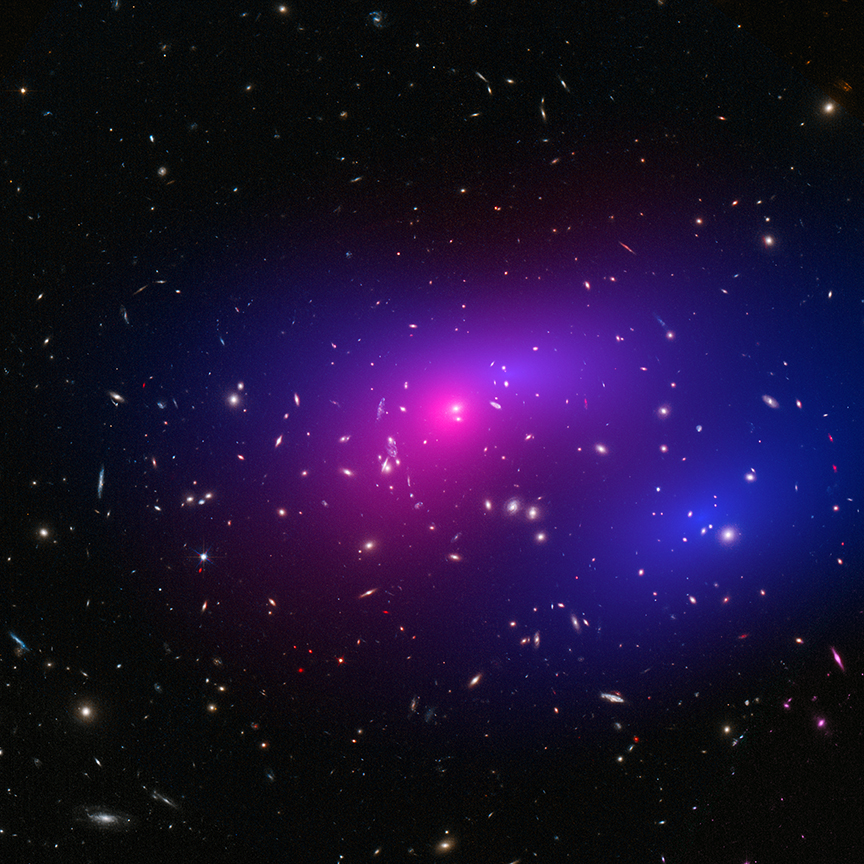
MACS J0152.5-2852 - immagine composita Telescopio spaziale Hubble luce visibile, Telescopio spaziale Chandra raggi X
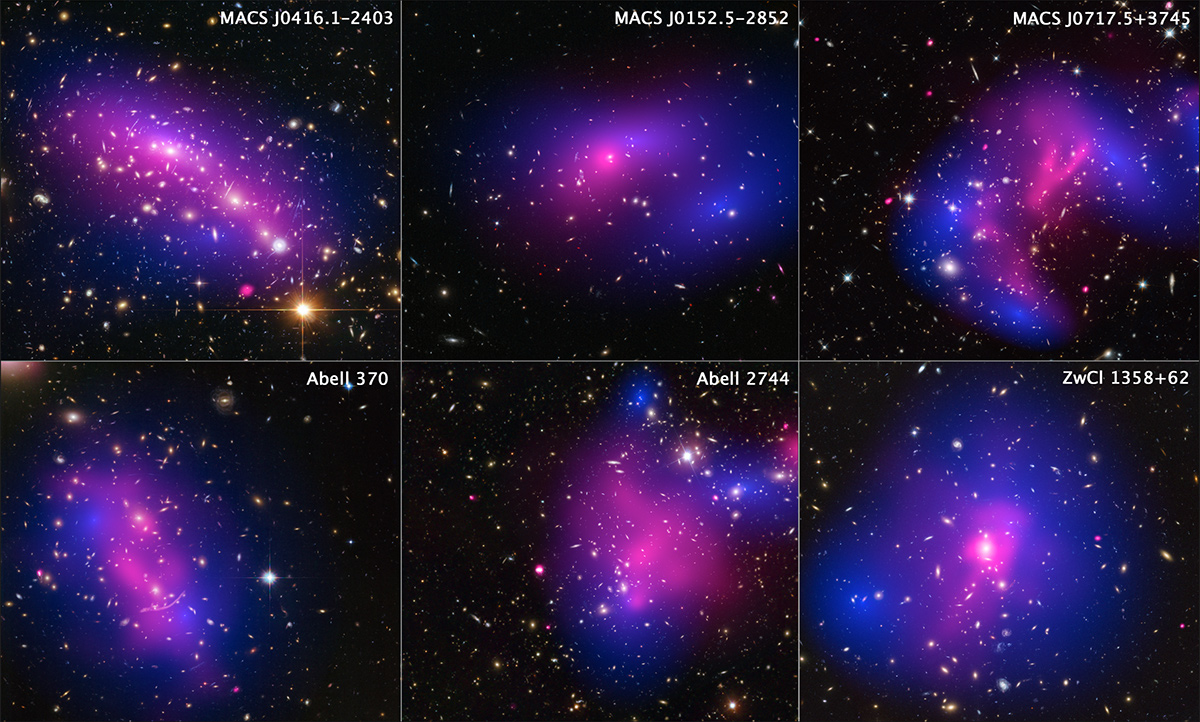
Sei ammassi di galassie e la materia oscura  (Telescopi Spaziali Hubble e Chandra)